# أمير أمور
أمير أمور (بالإنجليزية: Amir Amor)‏ هو كاتب أغاني وشاعر بريطاني، ولد في 1985 في طهران في إيران.

## وصلات خارجية
- أمير أمور على موقع ميوزك برينز (الإنجليزية)
- أمير أمور على موقع ديسكوغز (الإنجليزية)